# Euro Hockey Tour 2011/12
Die Euro Hockey Tour 2011/12 war eine Serie von internationalen Eishockeyturnieren zwischen den Nationalmannschaften Finnlands, Schwedens, Russlands und Tschechiens. Zur Austragung in der Saison 2011/12 gehörten der Karajala Cup im November 2011, der Channel One Cup im Dezember 2011, die Oddset Hockey Games im Februar 2012 sowie die KAJOTbet Hockey Games im April 2012. Die Gesamtwertung aller vier Turniere wurde durch die tschechische Nationalmannschaft gewonnen.

## Preisgelder
Folgende Preisgelder wurden an die Platzierten der Einzelturniere und der Gesamtwertung ausgeschüttet:
Einzelturniere
1. Platz: 50.000 Euro
2. Platz: 30.000 Euro
3. Platz: 25.000 Euro
4. Platz: 15.000 Euro

Gesamtwertung
1. Platz: 75.000 Euro
2. Platz: 30.000 Euro
3. Platz: 15.000 Euro

Somit kam Tschechien aufgrund der Platzierungen auf ein Preisgeld von insgesamt 190.000 Euro, Russland und Finnland auf je 140.000 Euro und Schweden erhielt 130.000 Euro im Laufe der Euro Hockey Tour Saison 2011/2012.

## Turniere

### Karjala Cup
Der Karjala Cup 2011 wurde vom 10. bis 13. November 2011 in Helsinki (Hauptspielort) und Örnsköldsvik ausgetragen. Sieger des Turniers wurde die russische Nationalmannschaft.

### Channel One Cup
Der Channel One Cup 2011 wurde vom 15. bis 18. Dezember 2011 in der Megasport Arena in Moskau (Hauptspielort) und Chomutov ausgetragen. Mit zwei Siegen und einer Niederlage gewann die schwedische Auswahlmannschaft das Turnier.

### Oddset Hockey Games

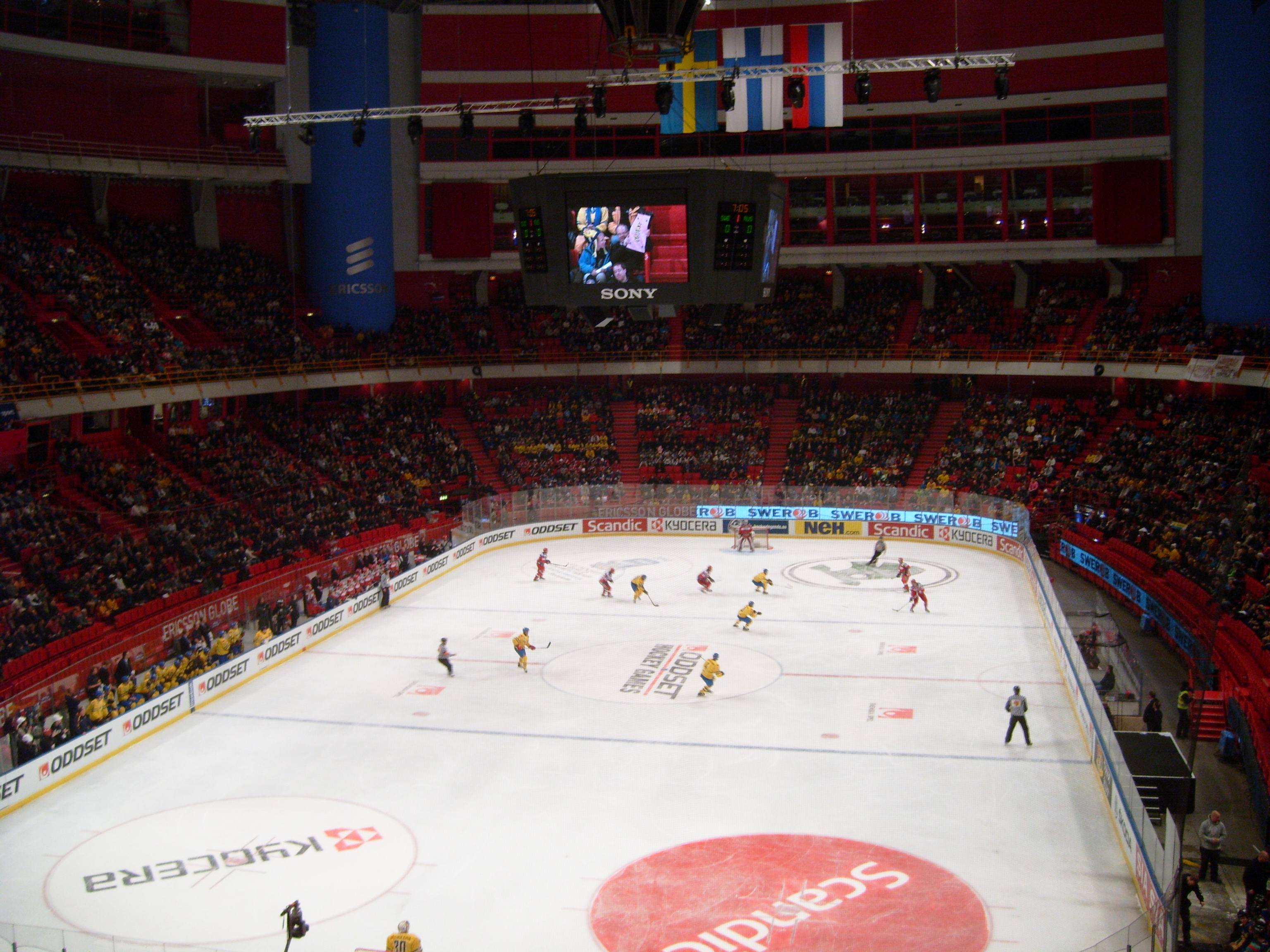
Spielszene der Oddset Hockey Games 2012

Die Oddset Hockey Games 2012 wurden vom 9. bis 12. Februar 2012 in der Malmö Arena in Malmö (Hauptspielort) ausgetragen. Die Partie Finnland gegen Russland wurde im Olympiastadion Helsinki vor über 25.000 Zuschauern ausgespielt. Mit zwei Siegen und einer Overtime-Niederlage gewann die schwedische Nationalmannschaft das Turnier.

### KAJOTbet Hockey Games
Die KAJOTbet Hockey Games 2012 wurden vom 26. bis 29. April 2012 in der Kajot Arena in Brünn, Tschechien, ausgetragen. Die Partie Russland gegen Finnland wurde in Sankt Petersburg ausgespielt. Die finnische Nationalauswahl gewann das Turnier mit drei Siegen.

## Gesamtwertung
| Platz | Mannschaft | Spiele | S | OTS | OTN | N | Tore  | Punkte |
| ----- | ---------- | ------ | - | --- | --- | - | ----- | ------ |
| 1.    | Tschechien | 12     | 5 | 2   | 1   | 4 | 31:29 | 20     |
| 2.    | Finnland   | 12     | 5 | 1   | 1   | 5 | 30:25 | 18     |
| 3.    | Russland   | 12     | 5 | 1   | 1   | 5 | 24:25 | 18     |
| 4.    | Schweden   | 12     | 5 | 0   | 1   | 6 | 30:36 | 16     |

## Statistik

### Beste Scorer
Quelle: eurohockey.com
| Name              | Nation     | Sp | T | V | Pkt | SM | Pos |
| ----------------- | ---------- | -- | - | - | --- | -- | --- |
| Alexander Radulow | Russland   | 6  | 5 | 4 | 9   | 29 | RW  |
| Janne Pesonen     | Finnland   | 9  | 5 | 3 | 8   | 31 | F   |
| Petr Nedvěd       | Tschechien | 9  | 6 | 1 | 7   | 10 | F   |
| Staffan Kronwall  | Schweden   | 12 | 5 | 2 | 7   | 6  | D   |
| Tuomas Kiiskinen  | Finnland   | 5  | 3 | 3 | 6   | 0  | RW  |
| Jonas Andersson   | Schweden   | 10 | 3 | 3 | 6   | 0  | RW  |
| Ilja Nikulin      | Russland   | 12 | 1 | 5 | 6   | 10 | D   |
| Jewgeni Kusnezow  | Russland   | 9  | 4 | 1 | 5   | 4  | F   |
| Nikolai Scherdew  | Russland   | 9  | 4 | 1 | 5   | 6  | F   |
| Zbyněk Irgl       | Tschechien | 9  | 3 | 2 | 5   | 4  | F   |

(Legende zur Spielerstatistik: Sp oder GP = absolvierte Spiele; T oder G = erzielte Tore; V oder A = erzielte Assists; Pkt oder Pts = erzielte Scorerpunkte; SM oder PIM = erhaltene Strafminuten; +/− = Plus/Minus-Bilanz; PP = erzielte Überzahltore; SH = erzielte Unterzahltore; GW = erzielte Siegtore; 1 Play-downs/Relegation; Kursiv: Statistik nicht vollständig)

### Beste Torhüter
Quelle: eurohockey.com
| Name               | Nation     | Sp | Min | GAA  | Sv%   | SO |
| ------------------ | ---------- | -- | --- | ---- | ----- | -- |
| Konstantin Barulin | Russland   | 5  | 304 | 1,58 | 0,938 | 1  |
| Jakub Štěpánek     | Tschechien | 6  | 301 | 2,79 | 0,909 | 0  |
| Viktor Fasth       | Schweden   | 6  | 299 | 1,81 | 0,935 | 0  |
| Jakub Kovář        | Tschechien | 4  | 204 | 1,76 | 0,926 | 1  |
| Michail Birjukow   | Russland   | 5  | 180 | 1,67 | 0,932 | 1  |
| Tomáš Pöpperle     | Tschechien | 4  | 161 | 2,24 | 0,926 | 0  |
| Niko Hovinen       | Finnland   | 3  | 146 | 0,41 | 0,979 | 2  |
| Johan Gustafsson   | Schweden   | 2  | 125 | 2,40 | 0,918 | 0  |
| Kari Lehtonen      | Finnland   | 2  | 120 | 0,50 | 0,983 | 1  |
| Semjon Warlamow    | Russland   | 2  | 119 | 1,51 | 0,927 | 0  |

(Legende zur Torhüterstatistik: GP oder Sp = Spiele insgesamt; W oder S = Siege; L oder N = Niederlagen; T oder U oder OT = Unentschieden oder Overtime- bzw. Shootout-Niederlage; Min. = Minuten; SOG oder SaT = Schüsse aufs Tor; GA oder GT = Gegentore; SO = Shutouts; GAA oder GTS = Gegentorschnitt; Sv% oder SVS% = Fangquote; EN = Empty Net Goal; 1 Play-downs/Relegation; Kursiv: Statistik nicht vollständig)